# Gemengd huwelijk
Een gemengd huwelijk is een huwelijk dat gesloten wordt tussen twee partners met een verschillende achtergrond. Behalve verschil in religie kan er sprake zijn van verschil in etniciteit of nationaliteit, of een verschillend economisch of cultureel milieu. De term 'gemengd' wordt bij huwelijken dus anders gebruikt dan bij 'gemengde scholen' en 'gemengd zwemmen', want voor de introductie van het homohuwelijk was een huwelijk per definitie tussen personen van verschillend geslacht. 

## Interreligieuze of religieus gemengde huwelijken
In sommige religies zijn gemengde huwelijken verboden. Zo is volgens het katholieke Wetboek van het canoniek recht uit 1983 (Codex Iuris Canonici) het huwelijk tussen een gedoopte en een niet-gedoopte persoon ongeldig. Een huwelijk tussen twee gedoopten, waarvan de één katholiek is en de andere niet, is wel toegestaan. Maar er moet wel om kerkelijke toestemming gevraagd worden. Ook wordt in veel gevallen verwacht dat een van de partners zich bekeert. 
In Indonesië kunnen twee mensen van verschillend geloof of als één van beide of beiden niet gelovig zijn, alleen in het buitenland trouwen of zich tijdelijk administratief aansluiten bij hetzelfde geloof.

### Christendom

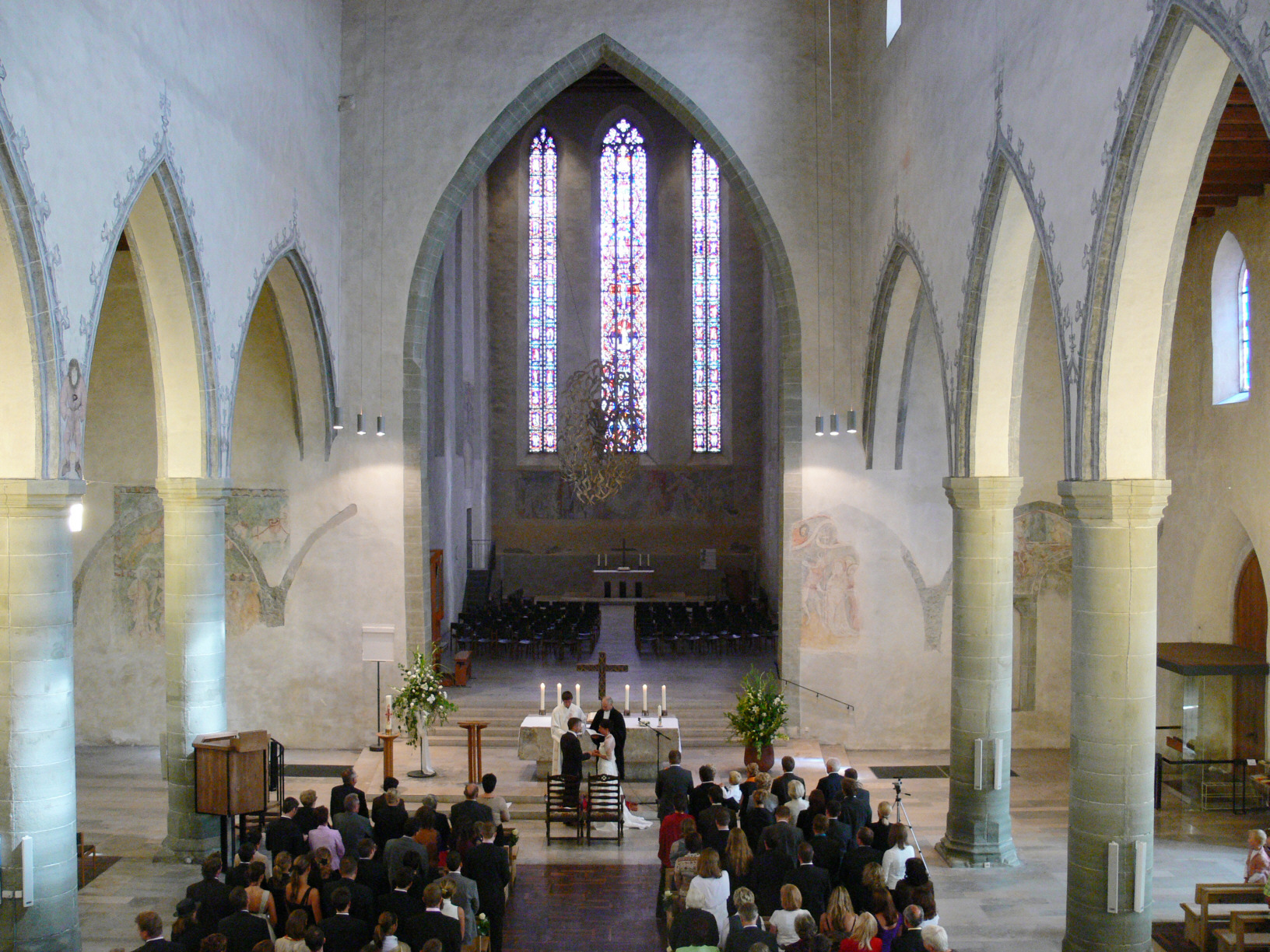
Een Lutherse predikant in Duitsland trouwt een jong stel in een kerk.

Een interreligieuze huwelijk wordt binnen het Christendom gezien als een huwelijk tussen een christen en een niet-christen die een abrahamitische religie volgt, bijvoorbeeld een huwelijk tussen een christelijke man en een joodse vrouw, of tussen een islamitische man en een christelijke vrouw. Veel christelijke denominaties zijn tegen interreligieuze huwelijken, terwijl interkerkelijke huwelijken waarin twee gedoopte christenen uit twee verschillende kerkgenootschappen, zoals een rooms-katholiek persoon met protestants persoon trouwen algemeen geaccepteerd zijn.

### Hindoeïsme
In het hindoeïsme hebben teksten als de Veda's geen standpunt tegen interreligieuze huwelijken gebaseerd op mensen van verschillende religies. Dit komt omdat er in de periode van samenstelling geen andere bekende religie bestond. In Suriname en Nederland zijn huwelijken tussen de meest gevolgde stromingen: het Sanatana Dharma en de Arya Samaj niet ongewoon.
In India is het echter alleen wettelijk toegestaan voor een hindoe, om te trouwen met een andere hindoe of een sikh, jaïnist en boeddhist, met uitsluiting van mensen die behoren tot niet-Dharmische religies.

### Islam
Binnen de islam worden interreligieuze huwelijken traditioneel gezien ontmoedigd, een moslimman mag echter met een niet-moslim trouwen, zolang zij behoord tot de Mensen van het Boek, waar oorspronkelijk christenen, joden en sabiërs onder vallen. Volgens sommige interpretaties vallen hier ook zoroastristen, samaritanen, hindoes, boeddhisten, jaïnisten en sikhs onder. Moslimvrouwen mogen traditioneel gezien enkel met moslimmannen trouwen. de Koran bevat echter geen expliciet verbod voor moslimvrouwen om met niet-moslimmannen te trouwen. Bovendien is het in de islam vereist dat de kinderen van een interreligieus huwelijk moslim zijn.

### Jodendom
Historisch worden interreligieuze huwelijken niet geaccepteerd door Joodse leiders en blijft het een omstreden onderwerp binnen de Joodse gemeenschap. Volgens de Halacha (Joodse wetgeving), zoals afkomstig uit de Talmoed, is het huwelijk tussen een Jood en een niet-Jood verboden en wordt het  onder de Joodse wet als als nietig beschouwd.
Er vonden echter vooral voor de Tweede Wereldoorlog gemengde huwelijken binnen het jodendom plaats tussen Asjkenazische en Sefardische Joden. In Israël en de bezette Palestijnse gebieden is er ook veel tegenstand tegen gemengde huwelijken voornamelijk op relaties tussen Joodse vrouwen en Islamitische mannen, met organisaties die hier actief tegenstand aan geven.

## Interraciale huwelijken
Hoewel cultureel gemengde huwelijken tussen mensen met een verschillende culturele en etnische achtergronden voorkwamen in etnisch gemengde gebieden, werd dit toch vaak slechts geaccepteerd indien een van de partners zich schikte naar de 'dominante' cultuur, en werden de kinderen ook in die cultuur opgevoed. Wanneer beide partners van een verschillend ras waren, werd de acceptatie nog verder bemoeilijkt vanwege racisme uit de omgeving.
Etnische groeperingen leefden veeleer zelfs in gemengde gebieden naast elkaar maar vaak volledig gescheiden. Vaak kon men ook spreken van een zeker 'standverschil', zoals bij de Volksduitsers die in Oost-Europa een bevoorrechte positie innamen. Gemengd trouwen gold daarom dan ook als 'trouwen beneden je stand'. In Zuid-Afrika gold hetzelfde tijdens de apartheid. Nog steeds leiden gemengde huwelijken in Zuid-Afrika tot gefronste wenkbrauwen. In de Verenigde Staten bestaat in veel gebieden nog steeds een raciale scheiding en bestaan ook verschillen in gemiddeld inkomen tussen de verschillende rassen. Interraciale huwelijken worden er nog steeds vaak niet door de omgeving geaccepteerd. Illustratief hiervoor is het vrijwel ontbreken van gemengde koppels in Amerikaanse tv-series. Toch komen gemengde huwelijken ook in de Verenigde Staten meer en meer voor.
Met de kolonisatie leidden gemengde huwelijken met name in de Spaanse en Portugese koloniën tot vele 'mestiezen', die nadien een groot deel van de bevolking zouden uitmaken. In andere landen kwam dit op minder grote schaal voor. Gemengde Nederlands-Indonesische huwelijken leidden tot het ontstaan van de Indo's en in Duitsland werden de nakomelingen van gemengd raciale huwelijken aangeduid als Rijnlandbastaarden. 
Met de toenemende globalisering nemen ook de contacten tussen personen van verschillende culturen en daarmee het aantal liefdesrelaties en huwelijken toe. Men leert elkaar kennen op vakantie, bij een buitenlandse studie of op een zakenreis. Ook heeft het internet de drempel voor internationaal contact verlaagd, wat niet alleen zakelijke maar ook vriendschappelijke en romantische contacten faciliteert. Chatboxen, datingsites, messengers en e-mail zijn hier de gebruikte kanalen.
Een recenter verschijnsel is de postorderbruid of -bruidegom waarbij men opzettelijk een partner in het buitenland zoekt. Rusland, Thailand en de Filipijnen zijn de bekendste 'leveranciers' van bruiden. Dergelijke huwelijken gelden als controversieel omdat niet slechts de kans op echtscheiding groter is, maar ook vaak verondersteld wordt dat er andere motieven dan liefde achter een dergelijk huwelijk zouden zitten (een jongere seksueel onderdanige vrouw, een verblijfsvergunning, een rijke echtgenoot, etc.). Een andere controverse vormt de slechte behandeling die sommige bruiden ten deel zou vallen; hierop hebben de VS hun regelgeving aangescherpt en staan de Filipijnen huwelijksbemiddeling in het geheel niet meer toe.

## Struikelblokken
Een struikelblok bij gemengde huwelijken is vaak acceptatie door de omgeving. Bij religieus gemengde huwelijken is het mogelijk dat niet in de kerk getrouwd kan worden of dat het huwelijk niet erkend wordt.
Verschillen in cultuur en religie kunnen tot problemen leiden. De partner zal bij de schoonfamilie sneller een faux pas kunnen begaan wegens onbekendheid met de cultuur. Ook tussen partners onderling kunnen cultuurverschillen tot misverstanden leiden. Verder kunnen partners moeite hebben met de gebruiken van de ander wat tot irritaties kan leiden.
Ook taalproblemen kunnen tot misverstanden leiden. 
Verder zal zich de vraag voordoen volgens welke culturele gebruiken eventuele kinderen worden opgevoed. Bovendien is het in sommige culturen gebruikelijk dat schoonfamilie bij het koppel inwoont of er zeer vaak familie voor langere tijd (bijvoorbeeld enkele weken tot maanden) over de vloer komt, terwijl in andere culturen men weer meer aan persoonlijke vrijheid hecht. Dit kan aanleiding geven tot wrijving tussen de partners.
Gemengde huwelijken hebben een grotere kans op echtscheiding, zoals blijkt uit een onderzoek uit 2003.

## Trivia
- Dat religieus gemengde huwelijken vooral vroeger, onwenselijk werden geacht, blijkt uit het spreekwoord: Twee geloven op één kussen, daar slaapt de duivel tussen. Als variant hierop wordt soms wel gebruikt Twee culturen op één kussen.
- De nazi's zagen etnisch gemengde huwelijken als 'rassenschending' en ontmoedigden en verboden dit. Ook de NSB nam deze denkbeelden over, wat onder andere verwoord werd in de in hun opdracht uitgebrachte racistische en antisemitische tekenfilmversie van Van den vos Reynaerde. Mussert was met de zus van zijn moeder (tante) getrouwd wat leidde tot het spotrijmpje: 'Wie het juiste ras wil houwen, moet met zijn tante trouwen.'